# 吴树声 (1912年)
吴树声（1912年—1967年8月19日），原名吴建勋，男，直隶（今河北）博野县吴王庄村人，中国人民解放军开国少将。

## 生平
1929年保定志存中学毕业后，在清苑县傅庄、王盘、南和庄、全昆、白家庄等小学教书。1936年11月从“博蠡安三县联立简易乡村师范”附设安博蠡平小学教师训练班结业。1937年8月参加清苑县抗日救国会。9月被派往满望特区组织抗日救国会。1937年10月参加张仲翰的河北民军。1938年1月被张仲翰选送到晋察冀边区军政学校学习。1938年4月经萧泽西介绍加入中国共产党，任河北博野民军二团政治处宣教科科长和博野县军事代办所所长。组建河北清苑特区区长兼指导员、中队长。1938年11月任晋察冀边区定县民主政府县长，被评为冀中抗日根据地“模范县”。1940年6月任冀中行政公署第一专区专员，1940年11月调任冀中行政公署第七专区（后改为冀中行政公署第十一专区）专员，冀中五一大扫荡后原地坚持抗日。
解放战争时期，任冀中行政公署民政科科长，1947年3月冀中行政公署民政厅厅长、冀中军区后勤司令部副司令员，华北军区第二十兵团后勤部部长。
中华人民共和国成立后，1951年任中国人民志愿军第二十兵团后勤部部长，获朝鲜二级自由独立勋章。1954年华北军区后勤部生产部部长，华北军区后勤部油料部部长，北京军区司令部管理处处长，北京军区军事交通处处长、1957年11月任北京军区后勤部副部长。
1955年被授予大校军衔，获二级独立自由勋章、一级解放勋章。1961年8月晋升为少将军衔。  